# بات هانلون
بات هانلون هو سياسي أسترالي، ولد في 19 مارس 1930 في بريزبان في أستراليا، وتوفي بنفس المكان في 30 أكتوبر 2014. نشط حزبياً في Queensland Labor Party ‏. وقد انتخب عضو المجلس التشريعي لولاية كوينزلاند ‏ عن دائرة Electoral district of Ithaca ‏ (8 ديسمبر 1956 – 28 مايو 1960).